# Tenaru
Tenaru is een bestuurslaag in het regentschap Gresik van de provincie Oost-Java, Indonesië. Tenaru telt 3757 inwoners (volkstelling 2010).